# アーロン・ジャービス (サッカー選手)
アーロン・デレック・アハマド・ジャーヴィス（英語: Aaron Derek Ahmad Jarvis、1998年1月24日 - ）は、イングランドのプロサッカー選手。トーキー・ユナイテッドFC所属で、ポジションはFW。

## キャリア

### ベイジングストーク・タウン時代
ジャービスはハンプシャー州のベイジングストークで生まれた。2016年に地元、ベイジングストークのベイシンストーク・タウンFCと契約し、ユースチームで成長を遂げる。

### ルートン・タウン時代
2017年8月31日、ジャービスは当時EFLリーグ2(イングランド４部)に所属していたルートン・タウンFCに、１年契約ともう一年のオプション契約で契約した(移籍金は明かされていない)。ジャービスは9月26日、モアカムFCとの試合において、後半87分にジェームズ・コリンズとの交代でデビューを果たす。
12月22日、ジャービスはナショナルリーグ(イングランド5部)に所属するボレアム・ウッドFCに一か月間のユースレンタル契約で加入する。4試合の出場、1ゴールを記録したものの、ボレアム・ウッドFCでは一度の先発出場に留まり、他の3試合での出場は途中交代だった。2019年1月31日、2018-19シーズン終了までの契約で、ジャービスはスコティッシュ・チャンピオンシップのフォルカークFCに期限付き移籍する。その後、2018-19シーズン終了に伴いルートン・タウンFCとの契約が終了し、放出される。

### サットン・ユナイテッドFC時代
2019年7月11日、ジャービスはナショナルリーグ(イングランド5部)のサットン・ユナイテッドFCと契約期間非公開で契約する。その後、2020年1月28日、ナショナルリーグ・サウス(イングランド6部リーグ)のヘメル・ヘンプスタッド・タウンFCに期限付きで加入する。

### スカンソープ・ユナイテッドFC時代
2020年8月3日、ジャービスはEFLリーグ2(イングランド４部)のスカンソープ・ユナイテッドFCに2年契約で移籍する。その後、契約終了に伴い、2021－22シーズン終了後、スカンソープ・ユナイテッドFCから放出される。

### トーキー・ユナイテッドFC時代
2022年7月1日、ジャービスはナショナルリーグ(イングランド５部)のトーキー・ユナイテッドFCに加入する。
2023年4月15日、彼はシーズン2度目となるハットトリックを ヨーク・シティFC相手に達成する。トーキー・ユナイテッドFC所属の選手が1シーズンで2度のハットトリックを記録するのは1965/66シーズンのロビン・スタブ以来であった。

## 私生活
ルートン・タウンFCでプロサッカー選手としてのキャリアを始める前、ジャービスは テスコで働いていた。

## キャリア成績
2023年8月15日現在
| クラブ                            | シーズン     | リーグ戦                                         | リーグ戦 | リーグ戦 | ナショナルカップ | ナショナルカップ | リーグカップ | リーグカップ | その他 | その他 | 合計 | 合計 |
| クラブ                            | シーズン     | リーグ                                           | 出場     | 得点     | 出場             | 得点             | 出場         | 得点         | 出場   | 得点   | 出場 | 得点 |
| --------------------------------- | ------------ | ------------------------------------------------ | -------- | -------- | ---------------- | ---------------- | ------------ | ------------ | ------ | ------ | ---- | ---- |
| ベイジングストークFC              | 2015–16      | ナショナルリーグ・サウス                         | 2        | 0        | 0                | 0                | —            | —            | 0      | 0      | 2    | 0    |
| ベイジングストークFC              | 2016–17      | サザンフットボールリーグ・プレミアディヴィジョン | 40       | 12       | 2                | 0                | —            | —            | 10     | 4      | 52   | 16   |
| ベイジングストークFC              | 2017–18      | サザンフットボールリーグ・プレミアディヴィジョン | 5        | 2        | —                | —                | —            | —            | —      | —      | 5    | 2    |
| ベイジングストークFC              | 合計         | 合計                                             | 47       | 14       | 2                | 0                | —            | —            | 10     | 4      | 59   | 18   |
| ルートンタウンFC                  | 2017–18      | EFLリーグ２                                      | 1        | 0        | 0                | 0                | —            | —            | 3      | 1      | 4    | 1    |
| ルートンタウンFC                  | 2018–19      | EFLリーグ１                                      | 4        | 0        | 2                | 0                | 0            | 0            | 4      | 1      | 10   | 1    |
| ルートンタウンFC                  | 合計         | 合計                                             | 5        | 0        | 2                | 0                | 0            | 0            | 7      | 2      | 14   | 2    |
| ボレアム・ウッドFC (ローン)       | 2017–18      | ナショナルリーグ                                 | 4        | 0        | —                | —                | —            | —            | 0      | 0      | 4    | 0    |
| フォルカークFC (ローン)           | 2018–19      | スコティッシュ・チャンピオンシップ               | 12       | 0        | —                | —                | —            | —            | —      | —      | 12   | 0    |
| サットン・ユナイテッド            | 2019–20      | ナショナルリーグ                                 | 25       | 3        | 2                | 0                | —            | —            | 0      | 0      | 27   | 3    |
| ヘメル・ヘンプスタッドFC (ローン) | 2019–20      | ナショナルリーグ・サウス                         | 6        | 1        | —                | —                | —            | —            | 4      | 2      | 10   | 3    |
| スカンソープ・ユナイテッドFC      | 2020–21      | EFLリーグ２                                      | 13       | 2        | 0                | 0                | 1            | 0            | 2      | 0      | 16   | 2    |
| スカンソープ・ユナイテッドFC      | 2021–22      | EFLリーグ２                                      | 19       | 2        | 1                | 0                | 0            | 0            | 2      | 0      | 22   | 2    |
| スカンソープ・ユナイテッドFC      | 合計         | 合計                                             | 32       | 4        | 1                | 0                | 1            | 0            | 4      | 0      | 38   | 4    |
| トーキー・ユナイテッドFC          | 2022–23      | ナショナルリーグ                                 | 37       | 15       | 4                | 1                | —            | —            | 3      | 2      | 44   | 18   |
| トーキー・ユナイテッドFC          | 2023–24      | ナショナルリーグ・サウス                         | 3        | 1        | 0                | 0                | —            | —            | 0      | 0      | 3    | 1    |
| トーキー・ユナイテッドFC          | 合計         | 合計                                             | 40       | 16       | 4                | 1                | —            | —            | 3      | 2      | 47   | 19   |
| キャリア合計                      | キャリア合計 | キャリア合計                                     | 171      | 38       | 11               | 1                | 1            | 0            | 28     | 10     | 211  | 49   |

1. ↑  Five appearances and two goals in Hampshire Senior Cup, three appearances and one goal in Southern League Cup, two appearances and one goal in FA Trophy
2. 1 2 3 4  Appearances in EFL Trophy
3. ↑  Three appearances in Herts Senior Cup, one appearance and two goals in Herts Charity Cup
4. ↑  Appearances in FA Trophy

## 獲得タイトル
個人タイトル
- トーキー・ユナイテッドFCプレイヤーオブシーズン:2022-23シーズン[22]

## 参照
1. ↑  “Notification of shirt numbers: Scunthorpe United”.   English Football League. p. 62. 2020年9月25日閲覧。
2. ↑  Wilson, Christian (2016年5月26日). “Young Dragons sign Basingstoke deals”. Basingstoke Observer.  オリジナルの2017年10月4日時点におけるアーカイブ。
3. ↑  “Aaron Jarvis: Luton Town sign Basingstoke striker”. BBC Sport. (2017年8月31日) 2017年10月3日閲覧。
4. ↑  Simmonds, Mike (2017年9月26日). “Hatters held to a stalemate at Morecambe”. Luton Today 2017年12月31日閲覧。
5. ↑  Simmonds, Mike (2017年12月22日). “Hatters striker heads out on loan”. Luton Today 2017年12月22日閲覧。
6. 1 2 3 4 5 6  “A. Jarvis: Summary”. Soccerway.   Perform Group. 2020年8月3日閲覧。
7. ↑  Oliver, David (2019年1月31日). “Falkirk land striker Aaron Jarvis from Luton Town”. The Falkirk Herald 2019年1月31日閲覧。
8. ↑  Simmonds, Mike (2019年5月17日). “McCormack leaves Kenilworth Road as Luton release five”. Luton Today 2019年5月17日閲覧。
9. ↑  “Matt makes double signing”.   Sutton United F.C. (2019年7月11日). 2020年10月3日時点のオリジナルよりアーカイブ。2019年7月11日閲覧。
10. ↑  Chance (2020年1月28日). “Tudors make a treble loan signing (with one more to come)”.   Hemel Hempstead Town F.C.. 2020年1月31日閲覧。
11. ↑  “Scunthorpe United sign four and name Jordan Clarke as captain”. BBC Sport. (2020年8月3日) 2020年8月3日閲覧。
12. ↑  “Club statement”.   Scunthorpe United FC (2022年5月9日). 2022年5月9日閲覧。
13. ↑  Thomas (2022年7月1日). “Torquay United unveil seven new signings - including two from youth team” (英語). Torbay Weekly. 2023年4月16日閲覧。
14. ↑  @TUFC1899 (2023年4月16日). "First Since '66! Having netted hat-tricks v Aldershot & York, Aaron Jarvis yesterday became the first #tufc player to net two trebles in the same season since 'The Prince of Plainmoor' Robin Stubbs did so, 57 years ago, in 1965/66. There was quite an end to that season, too!". X（旧Twitter）より2023年6月23日閲覧。
15. ↑  “Aaron Jarvis: Luton's new signing switches bagging area for the penalty area”. BBC Sport. (2017年9月1日) 2017年10月3日閲覧。
16. 1 2 3  “Player profiles: Aaron Jarvis”.   Aylesbury United F.C.. 2020年8月3日閲覧。
17. ↑  Merry, Graham (2017年8月13日). “Ben Wright opens Town scoring this season”. Basingstoke Gazette 2019年3月17日閲覧。
18. ↑  "アーロン・ジャービスの2017/2018での成績". Soccerbase. Centurycomm. 2018年7月16日閲覧。
19. ↑  "アーロン・ジャービスの2018/2019での成績". Soccerbase. Centurycomm. 2019年5月6日閲覧。
20. ↑  "アーロン・ジャービスの2020/2021での成績". Soccerbase. Centurycomm. 2021年5月11日閲覧。
21. ↑  "アーロン・ジャービスの2021/2022での成績". Soccerbase. Centurycomm. 2023年8月18日閲覧。
22. ↑  “Award Winners Aaron & Nico On York Win” (英語). www.torquayunited.com/ (2023年4月15日). 2023年4月16日閲覧。

## 関連リンク
- スカンソープ・ユナイテッドFC公式ウェブサイトのプロフィール
- アーロン・ジャービス (サッカー選手) - Soccerway.com (英語)
- アーロン・ジャービス (サッカー選手) - Soccerbase.comによる選手データ (英語)
- アーロン・ジャービス (サッカー選手) - FootballDatabase.eu (英語)
- アーロン・ジャービス (サッカー選手) - Transfermarkt.comによる選手データ (英語)